# Sistema della natura
Il Sistema della natura, ovvero delle leggi del mondo fisico e del mondo morale è un'opera del filosofo francese Paul Henri Thiry d'Holbach, pubblicata originariamente sotto lo pseudonimo di Jean-Baptiste de Mirabaud, membro defunto dell'Accademia francese delle scienze. Scrisse e pubblicò quest'opera; probabilmente con l'aiuto di Diderot nel 1770.

## Temi e contenuti
In quest'ora d'Holbach descrive l'universo secondo i principi del materialismo filosofico: la mente è identificata dal cervello, non esiste "anima" senza un corpo vivente, il mondo è governato da rigide leggi deterministiche, il libero arbitrio è un'illusione, non esiste una causa finale e tutto ciò che accade accade inesorabilmente.
Il fatto più rilevante è che l'opera nega esplicitamente l'esistenza di Dio, sostenendo che la fede in un essere superiore è il prodotto della paura, della mancanza di comprensione e dell'antropomorfismo. La critica va ancora oltre: la religione ci allontana dalla moralità naturale (rispetto della libertà, della proprietà e della sicurezza degli altri), e costituisce quindi un pericolo per questa moralità.
La pubblicazione del Sistema della Natura ebbe un impatto enorme: il governo ne parlò al parlamento, che condannò il libro,18 agosto 1770, da bruciare ai piedi dello scalone d'onore del palazzo. Anche il Sacro Contagio venne bruciato, insieme ad altre quattro sue opere.

## Struttura dell'opera
L'opera può essere divisa in due parti:

### Parte prima
- I: Dalla natura
- II: Del movimento e della sua origine.
- III: Della materia, delle sue diverse combinazioni e dei suoi vari movimenti; o il cammino della natura.
- IV: Leggi del moto comuni a tutti gli esseri in natura. Di attrazione e repulsione. Dalla forza di inerzia. Per necessità.
- V: Dell'ordine e del disordine, dell'intelligenza, del caso.
- VI: Dell'uomo; della sua distinzione come uomo fisico e uomo morale; della sua origine.
- VII: Dell'anima e del sistema della spiritualità.
- VIII: Facoltà intellettuali; tutti derivano dalla facoltà del sentire.
- IX: Sulla diversità delle facoltà intellettuali; dipendono sia da cause fisiche che dalle loro qualità morali. Principi naturali di socialità, moralità e politica.
- X: La nostra anima non trae le sue idee da se stessa. Non esistono idee innate.
- XI: Del sistema della libertà umana. Morale cristiana.
- XII: Esame dell'opinione secondo cui il sistema del fatalismo è pericoloso.
- XIII: Dell'immortalità dell'anima; del dogma della vita futura; paura della morte.
- XIV: L'istruzione, la moralità e le leggi bastano a contenere gli uomini. Del desiderio di immortalità; del suicidio.
- XV: Degli interessi degli uomini o delle idee che hanno della felicità. L'uomo non può essere felice senza virtù.
- XVI: Gli errori degli uomini su ciò che costituisce la felicità sono la vera fonte dei loro mali. Rimedi che volevamo applicare loro.
- XVII: Le idee vere o basate sulla natura sono gli unici rimedi ai mali umani. Riassunto di questa prima parte. Conclusione.

### Parte seconda
- I: Origine delle nostre idee sulla divinità
- II: Sulla mitologia e la teologia.
- III: Idee confuse e contraddittorie della teologia.
- IV: Esame delle prove di Clarke  sull'esistenza di Dio.
- V: Esame delle prove dell'esistenza di Dio fornite da Cartesio, Malebranche, Newton, ecc.
- VI: Del panteismo o idee naturali della divinità.
- VII: Del teismo o deismo, del sistema dell'ottimismo e delle cause finali.
- VIII: Esame dei vantaggi che derivano per gli uomini dalle loro nozioni di divinità, o dalla loro influenza sulla moralità, sulla politica, sulle scienze, sulla felicità delle nazioni e degli individui.
- IX: Le nozioni teologiche non possono essere la base della moralità. Parallelo tra morale teologica e morale naturale. La teologia è dannosa per il progresso dello spirito umano.
- X: Che gli uomini non possono dedurre nulla dalle idee che sono state loro date della divinità, dall'incoerenza e dall'inutilità della loro condotta nei suoi confronti.
- XI: Scuse per i sentimenti contenuti in quest'opera. Di empietà. Esistono gli atei?
- XII: L'ateismo è compatibile con la moralità?
- XIII: Le ragioni che portano all'ateismo. Questo sistema può essere pericoloso? Può essere baciato dal volgare?
- XIV: Riassunto del codice della natura. Quest'ultimo capitolo, attribuito a Denis Diderot, è stato talvolta pubblicato separatamente dall'opera.